# Ковель, Леонид Николаевич
Леонид Николаевич Ковель (родился 7 июня 1958 года) — советский регбист, российский регбийный функционер, действующий член Высшего совета Федерации регби России и президент Федерации регби Красноярского края. Заслуженный тренер РФ.

## Биография
Окончил Красноярский политехнический институт в 1984 году. Выступал на позиции нападающего первой линии (проп и хукер) за клуб «Красный Яр» (известный также как «Политехник» и «ЭкскаваторТяжСтрой»). В 1980 году в чемпионате СССР набрал 4 очка.
В составе команды стал бронзовым призёром чемпионата СССР в 1988 году, а в 1990 и 1991 годах выигрывал чемпионат СССР. 6 апреля 1991 года в игре чемпионата СССР против киевского «Авиатора» занёс попытку (победа 26:6).
В 1996 году стал руководителем предприятия ООО «Сибсервис». В 2008 году избран председателем Управляющего совета СОШ №16.
Вице-президент Федерации регби России в 2014—2017 годах, с 2017 года входит в Высший совет Федерации регби России. Занимает пост президента Федерации регби Красноярского края (на этом посту в 2009 году участвовал в организации матча ветеранов красноярского и новокузнецкого регби, приуроченного к 40-летию клуба «Красный Яр»). Осуществляет работу по развитию детско-юношеского регби в регионе.